# Anita Ward
Anita Ward, ameriška pevka, * 20. december 1957, Memphis, Tennessee.
Zaslovela je leta 1979 s singlom "Ring My Bell", ki je zasedal prva mesta glasbenih lestvic in se je prodal v milijonski nakladi. Uspeha ni nikoli ponovila.

## Diskografija

### Albumi
| Leto | Album                 | Billboard 200 | R&B Chart | Založba       |
| ---- | --------------------- | ------------- | --------- | ------------- |
| 1979 | Songs of Love         | 8             | 2         | Juana Records |
| 1979 | Sweet Surrender       | –             | –         | Juana Records |
| 1989 | Wherever There's Love | –             | –         |               |

### Singli
| Leto | Naslov                             | Najvišje mesto na lestvici | Najvišje mesto na lestvici | Najvišje mesto na lestvici | Najvišje mesto na lestvici | Založba        | B-side                                     | Album                 |
| Leto | Naslov                             | US                         | R&B                        | Dance                      | UK                         | Založba        | B-side                                     | Album                 |
| ---- | ---------------------------------- | -------------------------- | -------------------------- | -------------------------- | -------------------------- | -------------- | ------------------------------------------ | --------------------- |
| 1979 | "Ring My Bell"                     | 1                          | 1                          | 1                          | 1                          | Juana Records  | "If I Could Feel That Old Feeling Again"   | Songs of Love         |
| 1979 | "Make Believe Lovers"              | —                          | —                          | —                          | —                          | TK Records     | "Spoiled by Your Love"                     | Songs of Love         |
| 1979 | "Don't Drop My Love"               | 87                         | 52                         | 26                         | —                          | Juana Records  | "Spoiled by Your Love"                     | Sweet Surrender       |
| 1980 | "Can't Nobody Love Me Like You Do" | —                          | —                          | —                          | —                          | Juana Records  | "Caught Between a Good Thing and Good-Bye" | Sweet Surrender       |
| 1981 | "Cover Me"                         | —                          | —                          | —                          | —                          | Juana Records  | "Can't Nobody Love Me Like You Do"         | Sweet Surrender       |
| 1989 | "Be My Baby"                       | —                          | —                          | —                          | —                          | Virgin Records | "When a Woman Loves"                       | Wherever There's Love |
| 2011 | "It's My Night"                    | —                          | —                          | —                          | —                          |                |                                            | Non-album single      |